# Ministère du Transport et de la Logistique
Le Ministère du Transport et de la Logistique (en arabe : وزارة النقل واللوجيستيك, en amazighe: ⵜⴰⵎⴰⵡⴰⵙⵜ ⵏ ⵡⴰⵙⵙⴰⵢ ⴷ ⵜⵍⵓⵊⵉⵙⵜⵉⵜ, en anglais : Ministry of Transport and Logistics) est le ministère du gouvernement du Maroc chargé de la gestion des secteurs du transport et de la logistique au Royaume du Maroc.

## Aperçu historique
Le secteur du transport a été créé en 1912, dans le cadre des services de la «Direction Générale des Travaux Publics » chargée, pendant la période pré-indépendance, de la réalisation des projets routiers, portuaires, ferroviaires, en plus des projets relatifs aux mines et à la télécommunication, etc.
Les principales étapes historiques qui ont marqué le Ministère :
- 1977 : Séparation du secteur du transport du Ministère des Travaux Publics, à la suite de la création d’un Ministère chargé du Transport ;
- 2002 : Réintégration des secteurs de l’Equipement et du Transport ;
- 2013 : Le secteur de la logistique rejoint le Ministère de l’Equipement et du Transport ;
- 2021 : Création du Ministère du Transport et de la Logistique, à la suite de sa séparation du Ministère de l’Equipement, du Transport, de la Logistique et de l’Eau.

## Missions et attributions
Compte tenu des pouvoirs attribués aux autres secteurs ministériels et aux institutions et organes concernés conformément aux textes législatifs et réglementaires en vigueur, le Ministère du Transport et de la Logistique est chargé de la conception et de la mise en œuvre de la politique gouvernementale dans les domaines du transport routier, la marine marchande, l’aviation civile, le ferroviaire et la logistique.
A ce titre, les missions du Ministère consistent en :
- L’élaboration et la mise en œuvre de la politique gouvernementale dans les domaines des transports routier, ferroviaire et maritime ;
- L’élaboration et la coordination de la mise en œuvre de la politique gouvernementale dans les domaines du transport aérien, les ouvrages aéroportuaires et la navigation aérienne ;
- L’élaboration de la politique gouvernementale dans le domaine de la sécurité routière et coordination de sa mise en œuvre ;
- La mise en place et l’exécution de la politique gouvernementale dans le domaine de développement des activités logistiques ;
- La mise en place et l’exécution de la stratégie de coopération entre le Ministère et les différents acteurs opérant dans le secteur et l’examen des moyens de développement des relations de coopération relatives aux activités du Ministère sur le plan national et international.

Le Ministère peut, dans la limite de ses attributions et pour le compte d’autres secteurs ministériels ou des collectivités territoriales ou des établissements publics ou des associations d’utilité publique ou des sociétés d’Etat quand ils le demandent :
- Assurer la réalisation, le suivi et/ou le contrôle des études techniques ;
- Réaliser des travaux techniques ou assurer le contrôle de point de vue technique des travaux réalisés par des tiers.

## Organisation[2]
- Secrétariat Général ;
- Inspection Générale ;
- Direction de la Stratégie, du Pilotage et de la Coordination avec les Transports ;
- Direction des Affaires Administratives, Juridiques et Générales ;
- Direction des Systèmes d’Information;
- Direction Générale de l’Aviation Civile ;
- Direction du Transport Aérien ;
- Direction de l’Aviation Civile ;
- Direction du Transport Routier ;
- Direction de la Marine Marchande.

## Établissements sous tutelle
- Office National des Chemins de Fer (ONCF)
- Agence Nationale de la Sécurité Routière (NARSA)
- Agence Marocaine de Développement de la Logistique (AMDL)
- Société Nationale du Transport et de la Logistique (SNTL)
- Office National des Aéroports (ONDA)
- Royal Air Maroc (RAM)
- Académie Internationale Mohamed VI de l’Aviation Civile (AIAC)
- Institut Supérieur des Études Maritimes (ISEM)